# Christian Joerges
Christian Joerges (* 27. September 1943 in Weißenfels; † 18. Juli 2025 in Bremen) war ein deutscher Rechtswissenschaftler und Hochschullehrer.

## Leben
Christian Joerges studierte von 1962 bis 1966 an den Universitäten Frankfurt a. M. und Montpellier und legte das erste Staatsexamen ab. Von 1966 bis 1967 war er Research Fellow am Institut für internationales und ausländisches Handelsrecht in Washington, D. C. 1970 erfolgte die Promotion in Frankfurt. 1972 legte er das Assessorexamen ab. 1973 wurde er in Frankfurt Dozent und 1974 Professor an der 1971 gegründeten Universität Bremen. Von 1982 bis 1987 und von 1994 bis 1998 war Joerges Direktor am Zentrum für Europäische Rechtspolitik der Universität Bremen (ZERP).
Nach verschiedenen Tätigkeiten in europäischen, US-amerikanischen und kanadischen Universitäten und Wissenschaftseinrichtungen kehrte er 2007 an den Fachbereich Rechtswissenschaft der Universität Bremen zurück. Ab 2013 forschte er über das Recht der europäischen und transnationalen Wirtschaft an der Hertie School of Governance.
2009 wurde ihm die Ehrendoktorwürde der Universität Freiburg (Schweiz) verliehen.

## Werke
- Bereicherungsrecht als Wirtschaftsrecht. Eine Untersuchung zur Entwicklung von Leistungs- und Eingriffskondiktion. Otto Schmidt, Köln 1977, ISBN 3-504-40010-2.